# Walter Rothholz
Walter Rothholz (* 7 de abril de 1943 en Asker, Noruega) es un politólogo y antiguo profesor del Instituto de Ciencias Políticas y Estudios de la Comunicación de la Universidad de Greifswald y del Instituto de Ciencias Políticas y Estudios Europeos de la Universidad de Szczecin.

## Vida y carrera profesional
Walter Rothholz es hijo de Walter Rothholz, abogado de Stettin que emigró a Noruega en 1939, y de Else Marie Bølling (1915-1976), noruega. Su padre fue un judío detenido en un campo de concentración en Noruega de octubre de 1942 a mayo de 1945 y, por vivir en un matrimonio mixto, no fue deportado al campo de exterminio de Auschwitz-Birkenau. Rothholz estudió ciencias políticas, estudios islámicos, estudios judíos y estudios religiosos en las universidades de München, Wien, Estocolmo, París y Kairo. Alumno de Eric Voegelin, en 1980 se habilitó en la Ruhr-Universität Bochum con una tesis sobre la cultura política de Noruega. Impartió clases en varias universidades extranjeras, por ejemplo en 2004 en Stanford/Cal.
De 1992 a 2008 fue catedrático de Ciencias Políticas en la Universidad Ernst-Moritz-Arndt de Greifswald Allí ayudó a crear el Instituto de Ciencias Políticas tras la caída del comunismo. Paralelamente, fue profesor privado en la FU de Berlín. A propuesta del Departamento de Ciencias Políticas (Instituto Otto Suhr) de dicha universidad, se le concedió el título académico de "außerplanmäßiger Professor".
En 2008, se convirtió en profesor en la Universidad de Szczecin, donde enseñó hasta 2013, primero en el Instituto de Sociología y luego en el Instituto de Estudios Políticos y Europeos. En este periodo publicó el libro "Política y religión. Una breve introducción a las categorías básicas de su relación" (Instytut Politologii i Europejstyki Uniwersytetu Szczecinskiego, 2013). Desde 2014, Rothholz fue durante varios años profesor en la Universidad Babeș-Bolyai de Cluj en la transilvana Cluj-Napoca.
Walter Rothholz se ocupó principalmente de Cultura política y de la relación entre política y religión, así como de la teoría del estado de bienestar nórdico y de la reciente historia social noruega. Entre las publicaciones relevantes se incluyen "La cultura política de la región del Mar Báltico y Europa del Este" (editado con St. Berglund en 2008) y "El papel de Mimesis en la filosofía política y la antropología. Notas sobre René Girard" (editado en 2008). Con motivo de su 65 cumpleaños, Petra Huse e Ingmar Dette dedicaron a Rothholz un Festschrift bajo el título "Abenteuer des Geistes - Dimensionen des Politischen" (Baden-Baden 2008).
Entre los alumnos de Walter Rothholz se encuentra el antropólogo social y cultural Nils Seethaler.

## Enlaces web
- Bibliografía relacionada con Walter Rothholz en el catálogo de la Biblioteca Nacional de Alemania.

- Datos: Q15453338